# Pont du Risorgimento

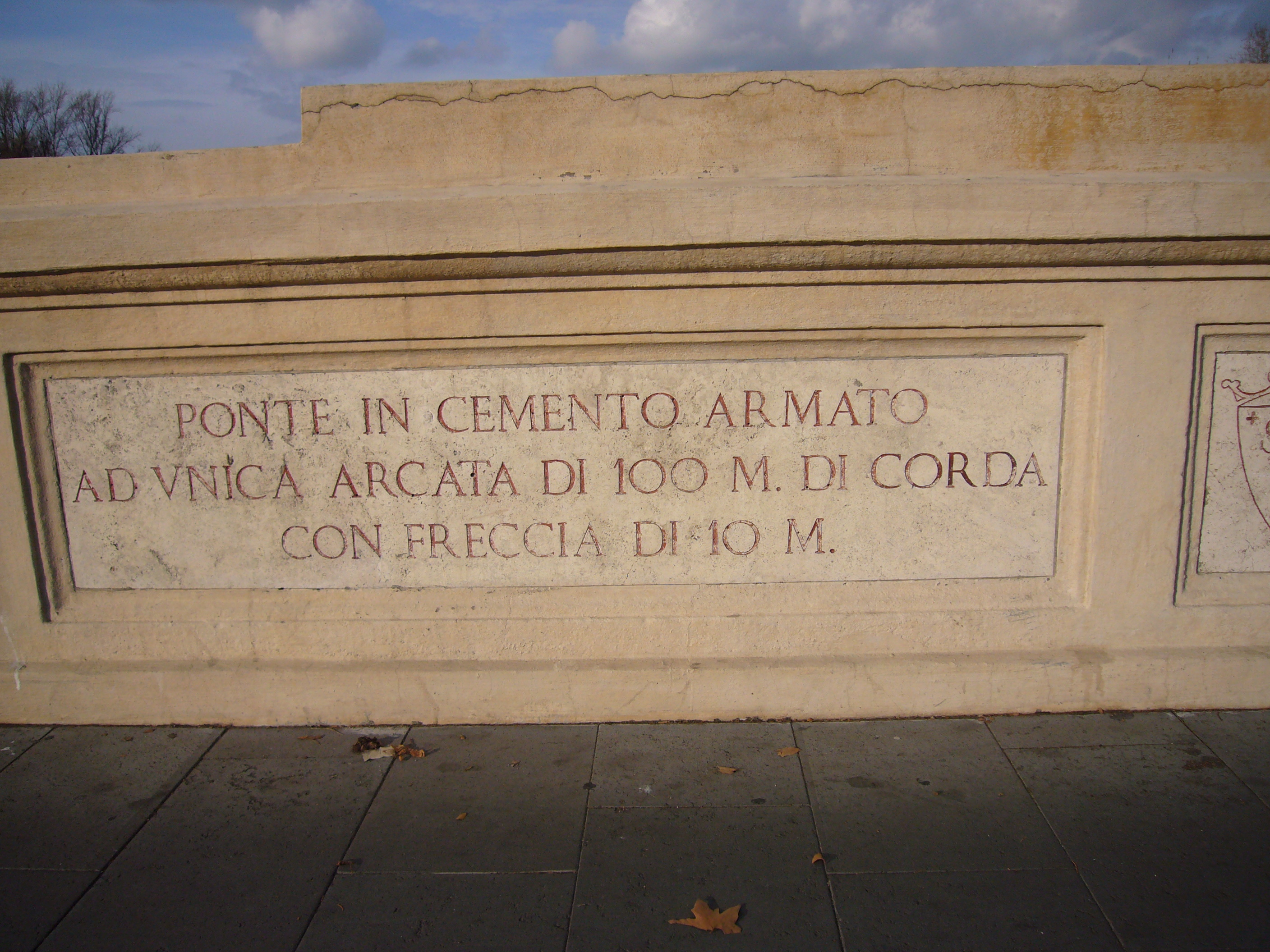

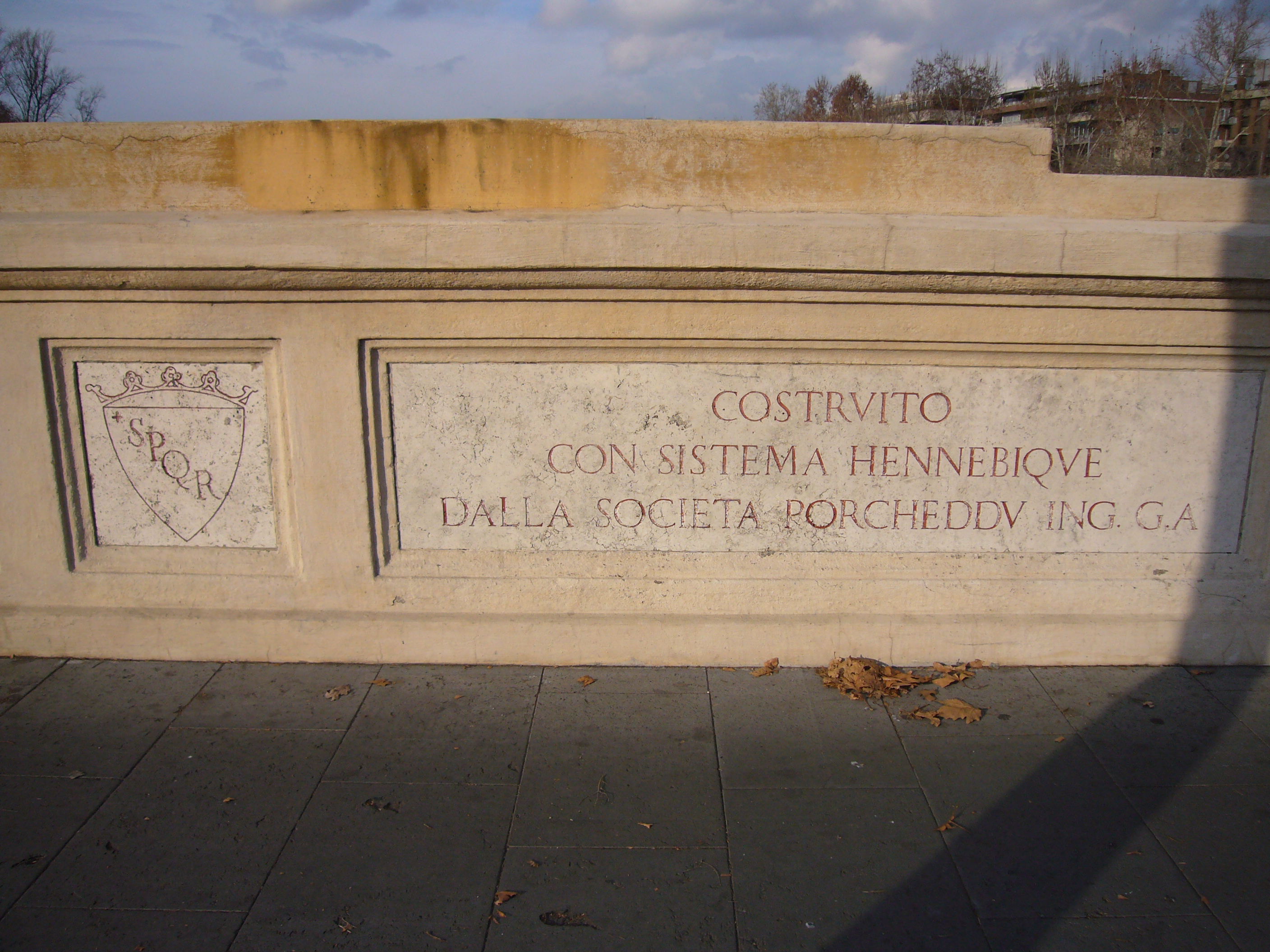
Inscriptions par le constructeur.

Le Pont du Risorgimento (ou brièvement Pont Risorgimento) est un pont qui relie la Piazzale delle Belle Arti à la Piazza Monte Grappa à Rome (Italie), dans les quartiers Flaminio et Della Vittoria.

## Histoire et description
Le pont relie le quai delle Armi à la Piazzale delle Belle Arti.
Les travaux de construction ont commencé en 1909 et se sont achevés deux ans plus tard.
Le pont a été conçu et construit par l'ingénieur sarde Giovanni Antonio Porcheddu (it), avec la collaboration des ingénieurs Giaj et Parvopassu, à l'occasion de l'exposition pour célébrer le cinquantième anniversaire de l'unification italienne. Il est le premier pont à Rome construit en béton armé, depuis que son créateur, à l'époque, était le seul concessionnaire italien du Système Hennebique de l'ingénieur François Hennebique.
Le jour de l'inauguration, le 17 avril 1911, les spectateurs doutent que la structure, après le retrait de l'appui des échafaudages, puisse résister; au contraire, Porcheddu était tellement sûr de l'efficacité et de la fiabilité de la nouvelle technique qu'il a voulu assister à la démolition de l'échafaudage sur un petit bateau juste en dessous de l'arche du pont, avec ses deux plus jeunes enfants, Giuseppe et Ambrogia. Au cours de la cérémonie, le roi Victor-Emmanuel III a donné à Porcheddu le surnom de "Roi du béton armé".

Au milieu du pont, sur les deux piles, se trouvent deux inscriptions:
d'un côté, et
sur l'autre.